# Cantonul Argueil
Cantonul Argueil este un canton din arondismentul Dieppe, departamentul Seine-Maritime, regiunea Haute-Normandie, Franța.

## Comune
| Comune                 | Populație (1999) | Cod poștal | Cod INSEE |
| ---------------------- | ---------------- | ---------- | --------- |
| Argueil                | 338              | 76780      | 76025     |
| Beauvoir-en-Lyons      | 578              | 76220      | 76067     |
| La Chapelle-Saint-Ouen | 92               | 76780      | 76171     |
| Croisy-sur-Andelle     | 518              | 76780      | 76201     |
| La Feuillie            | 1 232            | 76220      | 76263     |
| Fry                    | 143              | 76780      | 76292     |
| La Hallotière          | 130              | 76780      | 76338     |
| La Haye                | 269              | 76780      | 76352     |
| Hodeng-Hodenger        | 254              | 76780      | 76364     |
| Mésangueville          | 158              | 76780      | 76426     |
| Le Mesnil-Lieubray     | 98               | 76780      | 76431     |
| Morville-sur-Andelle   | 280              | 76780      | 76455     |
| Nolléval               | 411              | 76780      | 76469     |
| Saint-Lucien           |                  | 76780      | 76601     |
| Sigy-en-Bray           | 656              | 76780      | 76676     |